# Lina El Arabi

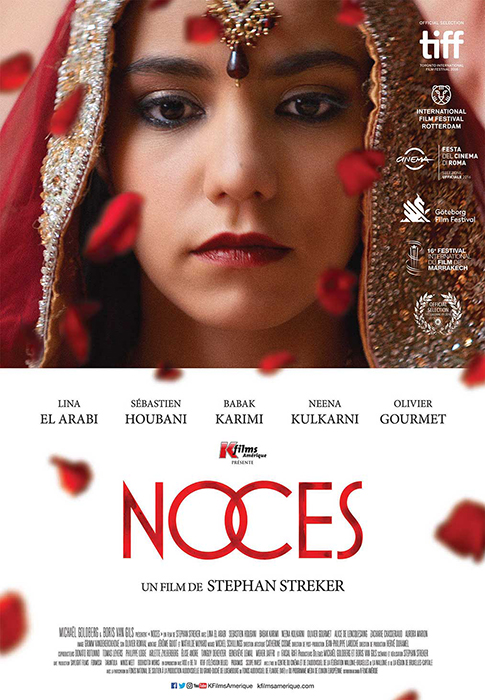
Lina El Arabi auf dem Filmplakat Noces (2016)

Lina El Arabi (* 11. August 1995 in Choisy-le-Roi) ist eine französische Schauspielerin marokkanischer Herkunft.

## Leben und Karriere
Lina El Arabi begann im Alter von sechs Jahren, Violine am Konservatorium von Choisy-le-Roi zu spielen, und entdeckte mit zehn Jahren ihr Interesse am Theater. Später studierte sie Journalismus am Institut pratique du journalisme in Paris.
2016 übernahm sie die Hauptrolle der Chama im Fernsehfilm Ne m’abandonne pas. Im selben Jahr spielte sie in dem Film Noces die Hauptrolle. Für ihre Darstellung erhielt sie den Valois-Preis als beste Schauspielerin beim Festival du Film Francophone d'Angoulême. Außerdem trat sie 2019 in der Serie 
Joint Venture auf. 2024 setzte sie ihre Karriere in Furies fort.

## Filmografie (Auswahl)
Filme
- 2016: Noces
- 2016: Ne m’abandonne pas
- 2017: Eye on Juliet – Im Auge der Drohne (Eye on Juliet)
- 2020: Brutus vs César

Serien
- 2017: Kaboul Kitchen
- 2019: Joint Venture
- 2024: Furies